# Bennett Sings Ellington: Hot & Cool
Bennett Sings Ellington: Hot & Cool è un album in studio del cantante statunitense Tony Bennett, pubblicato nel 1999.
Il disco omaggio Duke Ellington in occasione del centenario dalla nascita.

## Tracce
1. Do Nothing till You Hear from Me
2. Mood Indigo
3. She's Got It Bad (And That Ain't Good)
4. Caravan
5. Chelsea Bridge
6. Azure
7. I'm Just a Lucky So-and-So
8. In a Sentimental Mood
9. Don't Get Around Much Anymore
10. Sophisticated Lady
11. In a Mellow Tone
12. Day Dream
13. Prelude to a Kiss
14. It Don't Mean a Thing (If It Ain't Got That Swing)